# Миколаївка (Вишгородський район)
Микола́ївка — село в Україні, у Вишгородського району Київської області. Населення становить 170 осіб. Входить до складу Димерської селищної громади.

## Історія
Село засноване наприкінці 30-х років ХХ сторіччя. До заснування села на навколишніх землях мешкали кілька десятків родин переважно польської національності, що переїхали на Київщину з Польщі (переважно з-під Перемишлю). Ці сім'ї жили хуторами та відносилися до так-званих «середняків». Після голодомору 1933 року, радянська влада почала черговий етап боротьби із «єдинолічниками» та «куркулями». Всім мешканцям хуторів було наказано в примусовому порядку побудувати собі хати у визначеному владою місці. Таким чином, утворилося село Миколаївка. Після цього усі мешканці села були «розкуркулені» та приписані до колгоспу у селі Литвинівка.
Під час будівництва Київської ГЕС, до Миколаївки були переселені кілька родин із сіл, які потрапляли у зону затоплення.
Миколаївка певний час мала власну сільську раду. У період розквіту села, у ньому діяли сільрада, клуб, бібліотека, початкова школа та магазин.
Зараз село вимирає, кількість постійних мешканців складає близько 100 осіб. З об'єктів інфраструктури у селі діє лише приватний магазин.

## Люди
В селі народився Якименко Олександр Никифорович (1921-2004) — голова Верховного Суду України.
| Україна | Це незавершена стаття з географії України. Ви можете допомогти проєкту, виправивши або дописавши її. |